# Puck Moonen
Puck Moonen (Sint-Michielsgestel, 20 maart 1996) is een Nederlands influencer en voormalig wielrenster bij Lotto Soudal Ladies en Bingoal Casino-Chevalmeire.

## Carrière
In 2015 nam Moonen onder meer deel aan Gent-Wevelgem en de Ronde van Gelderland. In de Omloop van de IJsseldelta eindigde ze op plek 49.
In 2016 nam Moonen deel aan de Ronde van België, maar gaf in de tweede etappe op. In oktober werd bekend dat ze voor 2017 een contract had getekend bij Lotto Soudal Ladies.
In september 2019 tekende Puck Moonen een tweejarig contract bij de Belgische wielerploeg Chevalmeire. In 2020 ging ze van start in vier wedstrijden, waaronder de Waalse Pijl en Luik-Bastenaken-Luik, maar kwam telkens niet aan de finish. In april 2021 reed ze haar eerste wedstrijd, de Ronde de Mouscron niet uit. In de Waalse Pijl kon ze niet van start gaan vanwege een fout bij een PCR-test. Enkele dagen later verscheen ze niet aan de start van Luik-Bastenaken-Luik, naar eigen zeggen vanwege paniekaanvallen. Hierdoor moest de ploeg op het laatste moment Thalita de Jong oproepen, omdat de ploeg anders met te weinig rensters was en dus niet van start mocht gaan. Hierna reed Moonen enkel nog in juni het Nederlands kampioenschap, waar ze de finish niet haalde. In juli liet de ploeg weten het contract per direct te beëindigen. Vanaf dan reed ze voor het clubteam Team Loving Potatoes, waarmee ze onder meer achttiende werd in de Omloop der Kempen. In 2022 reed ze voor een andere clubteam, GRV Jan van Arckel. Ze nam dat jaar deel aan haar laatste wegwedstrijd en het WK gravel. In december 2024 won ze in duo met Bas Tietema de Turbo Cross in Diegem, een exhibitiewedstrijd georganiseerd door YouTuber Average Rob.

## Privéleven
In mei 2017 werd Moonen door het blad FHM uitgeroepen tot Mooiste Sportvrouw van Nederland.
Moonen had tot mei 2019 een relatie met Eli Iserbyt, die in 2016 en 2018 wereldkampioen veldrijden bij de beloften werd. Moonen had lange tijd een relatie met BMX-wereldkampioen Twan van Gendt. In februari 2023 werd bekend dat ze een nieuwe relatie heeft met oud-autocoureur Callan O’Keeffe. Eind 2024 verloofde het koppel zich.
Moonen is werkzaam als influencer op Instagram, waarop ze anno 2025 meer dan 800.000 volgers heeft. In een post op de sociaalnetwerksite schreef ze dat ze autisme heeft en zich in bepaalde situaties sociaal ongemakkelijk voelt. Ze gaf ook aan dat ze vroeger werd gepest vanwege haar autisme.

## Palmares
| Jaar | Gent-Wevelgem | Ronde van Vlaanderen | Amstel Gold Race | Luik-Bast.‑Luik | Le Samyn | Waalse Pijl | La Course |  | WK op de weg |
| ---- | ------------- | -------------------- | ---------------- | --------------- | -------- | ----------- | --------- |  | ------------ |
| 2015 | opgave        |                      |                  |                 |          |             |           |  |              |
| 2016 |               |                      |                  |                 |          |             |           |  |              |
| 2017 |               |                      | opgave           |                 | 94e      | opgave      | buit.tijd |  |              |
| 2018 |               | opgave               | opgave           |                 | opgave   |             |           |  |              |
| 2019 |               |                      | opgave           |                 |          |             |           |  |              |
| 2020 |               |                      |                  | opgave          | opgave   | opgave      |           |  |              |

## Ploegen
2013 –  TWC Het Snelle Wiel
2014 –  TWC Het Snelle Wiel
2015 (veld) –  TWC Het Snelle Wiel
2015 (weg) –  Euregio Ladies Cycling Team
2016 (tot maart) –  Maaslandster-Nicheliving Cycling Team
2016 (vanaf maart) –  Autoglas Wetteren CT
2017 –  Lotto Soudal Ladies
2018 –  Lotto Soudal Ladies
2019 –  Lotto Soudal Ladies
2020 –  Chevalmeire Cycling Team
2021 (tot juli) –  Bingoal Casino-Chevalmeire
2021 (vanaf juli) –  Team Loving Potatoes
2022 –  GRC Jan van Arckel
Beckers · Daams · Delzenne · Dom · Hoffmann · Kachelhoffer · Kiesenhofer · Kopecky · Moonen · Schmidt · Van der Meulen · Vanhoutte
Beckers · Castrique · Demey · Dom · Dréville · Van ’t Geloof · Hoffmann · De Jong · Kopecky · Moonen · Van de Velde · Van den Steen · Vanhoutte
Braam · Castrique · Christmas · Dessart · Dom · Hoffmann · De Jong · Kopecky · Moonen · Nguyễn · Van de Velde · Van den Steen · Vanhoutte